# Freeform
 (транскр.  Фриформ) амерички је претплтнички телевизијски канал који се налази у власништву Компаније Волт Дизни. Фриформ емитује програм намењн тинејџерима и младима — са неким програмским одступањима према младим женама — у распону старости од 14 до 34 година. Програм садржи емитовање серија које су раније биле пристуне на телевизији као и оригиналног програма, дугометражних филмова и телевизијских филмова.